# William Hill
William Hill (LSE: WMH, Уильям Хилл) — одна из крупнейших букмекерских контор Соединенного Королевства. Штаб-квартиры компании располагаются в окрестностях Вуд-Грин, Лондон, а также в районе Хеахиллс города Лидс, Западный Йоркшир. Акции компании включены в индекс FTSE 100 Лондонской фондовой биржи. По состоянию на 10 марта 2022 года показатель рыночной капитализации компании составляет £3,037 миллиарда.

## История
Компания была основана Уильямом Хиллом в 1934 году — в те времена, когда азартные игры в Великобритании были запрещены. С тех пор компания много раз меняла своего владельца: в 1971 она была приобретена Sears Holdings, в 1988 — Grand Metropolitan, а в 1989 владельцем была компания Brent Walker.
В сентябре 1996 года компания Brent Walker добилась возмещения £117 млн из заплаченных ими 685 млн при покупке William Hill, когда выяснилось, что Grand Metropolitan преувеличили прибыль компании на момент продажи.
В 1997 году японский инвестиционный банк Nomura установил сумму выкупа контрольного пакета акций William Hill за счет кредита, сумма составила £700 млн. Это произошло когда компания Bren Walker потерпела крах с суммой долга более £1.3 млрд, после того как по результатам расследования отдела по борьбе с экономическими преступлениями двух директоров приговорили к тюремному заключению.
В феврале 1999 года планируемая флотация была приостановлена ввиду «слабого интереса». Тогда Nomura передала компанию венчурным капиталистам Cinven и CVC Capital Partners за £825 млн.
В 2002 году компания была зарегистрирована на Лондонской фондовой бирже. В следующем году исполнительный директор Дэвид Хардинг получил бонус в размере £2.84 млн, что позволило ему занять пятое место в списке самых высокооплачиваемых директоров компаний Соединенного королевства в 2003 году.
Компания приобрела стадион Sunderland Greyhound Stadium в 2002 году, и Brough Park Greyhound Stadium в 2003 году.
В июне 2004 года исполнительный директор Дэвид Хардинг продал акции на сумму £5,2 млн, чтобы оплатить развод, вызвав тем самым падение цен на акции и снижение стоимости компании на £75 млн.
В 2005 году William Hill приобрели 624 букмекерских конторы в Соединенном Королевстве, Ирландии, а также на островах Мэн и Джерси у Stanley Leisure за £504 миллиона. Благодаря этому приобретению компания опередила Ladbrokes, и заняла первое место на букмекерском рынке Соединенного королевства по количеству магазинов, но не по уровню доходов. Согласно постановлению Управления добросовестной конкуренции William Hill вынуждены были продать 78 из 624 магазинов Stanley из-за опасений по поводу практики подрыва свободной конкуренции.
В связи с опасениями, что компания William Hill переплатила за конторы Stanley, её акции были исключены из индекса FTSE 100 в декабре 2005 года.
В 2008 году Ральф Топпинг был назначен исполнительным директором. После того как он был исключен из Университета Стратклайд за несерьезное поведение, Топпинг подрабатывал в букмекерской конторе William Hill возле Хэмпден парка в Глазгоу в 1973, и постепенно поднимался по карьерной лестнице.
В ноябре 2008 года William Hill стала партнером Orbis (позже OpenBet) и израильской компании-разработчика Playtech, чтобы улучшить своё положение в сфере онлайн услуг. Согласно договору William Hill заплатили основателю Playtech Тедди Саги £144,5 млн за различные активы и дочерние компании. Сделка включает в себя несколько онлайн казино, которые продолжили функционировать под названием WHG. Playtech получили 29 % долю в новом подразделении William Hill Online. На обновление внутренней системы компания потратила £26 млн. В июне 2009 года William Hill продолжили сотрудничество с Playtech, хотя уровень акций компании-партнера снизился на четверть, вызвав тем самым предупреждение о снижении прибыли.
22 апреля 2021 года американская компания Caesars Entertainment объявила о закрытии сделки по приобретению британского гемблингового оператора William Hill. Сделка была анонсирована ещё в сентябре 2020 года.

## Деятельность
Компания ведет свою деятельность по всему миру, имея 16 600 сотрудников и главные офисы в Соединенном Королевстве, Ирландии и Гибралтаре. Компания предоставляет свои услуги по телефону, в Интернете или в 2300 лицензированных букмекерских конторах по всей Великобритании. William Hill является крупнейшим оператором Великобритании, представляя 25 % рынка Великобритании и Ирландии. В 2007 году колл-центры компании для приема телефонных ставок, расположенные в Ротерхэме, Южный Йоркшир, приняли 125 тыс. ставок на скачки Grand National. Согласно данным компании, их пункты приема ставок обрабатывают в среднем более одного миллиона ставок в день.
Помимо ставок на спорт, компания предлагает азартные онлайн игры, skill-игры, а также онлайн бинго и онлайн покер. После принятия закона об азартных играх 2005 года году, больший упор был сделан на игровые автоматы, с целью компенсировать снижение доходов в других областях.
В 2004 году William Hill создали собственный кабельный канал, который просуществовал два года. В настоящее время компания осуществляет прямую трансляцию прямо в своих букмекерских конторах. Запись ведется в студиях Лидса, и в сочетании с радиовещанием в букмекерских конторах представляет собой уникальный сервис, созданный для потенциальных игроков.
William Hill ввела в действие программу обучения персонала, состоящего из свыше 10 тыс. сотрудников, мерам борьбы с участием несовершеннолетних лиц в азартных играх на территории её точек обслуживания клиентов.
Компания подверглась критике со стороны профсоюзов Community и Unite за своё отношение к продавцам. Были отмечены случаи, когда сотрудники магазинов были вынуждены работать в одиночку, тем самым подвергая себя риску, а также требование сверхурочных рабочих часов, которые не оплачивались компанией.
В ноябре 2008 года аналитик UBS выразил обеспокоенность долгом компании, which stood at over £1bn который превысил £1 млрд, а позднее достиг £1,5 млрд. В 2009 году компания выпустила новые акции и корпоративные облигации в попытке реструктурировать долг.
В период с 2001 по 2009 год William Hill назначили члена парламента Джорджа Ховарта своим советником, заплатив ему £30 000. Он в свою очередь внес поправки в бюджет 2003 года, предложив увеличить налогообложение биржи ставок между клиентами. Ховарт был причастен к скандалу о расходах 2009 года.
Выход William Hill из итальянского рынка в 2008 году, по истечении всего двух лет деятельности, стоил компании 1 млн фунтов стерлингов неоправданных инвестиций. Деятельность совместного предприятия компании в Испании подошла к концу в январе 2010 года, когда партнеры Codere выкупили 50 % доли William Hill за 1€, после того как обе стороны вложили «начальные» 10 миллионов евро в апреле 2008 года. William Hill потеряла 11,6 млн фунтов стерлингов в 2008 году и 9,3 млн фунтов стерлингов в 2009 году на этом предприятии.
В сентябре 2009 года компания приняла участие в торгах за первую лицензию на игорную деятельность онлайн в Индии, выразив свою заинтересованность во вступлении в индийский игровой рынок через удалённый гималайский округ Сикким.
В июне 2012 года William Hill распространила сферу своей деятельности на Неваду, единственный американский штат, где полноправно разрешено спортивное букмекерство, купив три букмекерские сети: Lucky’s, Leroy’s и спутниковые операции Club Cal Neva, общей суммой в 53 млн долларов США. На время совершения сделок, компания получила контроль над 55 процентами букмекерских точек штата и 11 процентами доходов на территории штата. Бренды всех трёх сетей должны быть переименованы в бренд William Hill.

## William Hill за пределами Соединенного Королевства
В 2009 году William Hill перенесли секторы онлайн игр и игр с фиксированными ставками в Гибралтар с целью уменьшения суммы налога. Прежде онлайн подразделение компании базировалось на Нидерландских Антильских островах, так называемом налоговом оазисе, пока в 2007 году не появился закон, запрещающий гемблинг компаниям, не входящим в Европейскую экономическую зону, размещать рекламу в Великобритании.
В марте 2009 года William Hill закрыли 14 пунктов приема ставок в Ирландии, лишившейся 53 рабочих мест. В феврале 2010 года компания объявила, что под вопросом находятся ещё 36 ирландских магазинов до возможного появления игровых автоматов в магазинах Ирландии.
В 2008 году William Hill покинули Италию всего через два года, эта неудача стоила компании растраченных инвестиций на сумму £1 млн. Совместное предприятие в Испании было закрыто в январе 2010. Компания-партнер Codere выкупила 50 % долю William Hill за €1 после того как в апреле 2008 года обе стороны вложили первоначальные €10 млн. В 2008 году William Hill потеряли £11,6 млн, а в 2009 году — £9,3 млн.
В сентябре 2009 года компания приняла участие в торгах на покупку первой лицензии на онлайн гемблинг в Индии, выражая свою заинтересованность в выходе на индийский рынок букмекеров через Сикким, отдаленный район в Гималаях.
В июне 2012 года William Hill появились в Неваде, единственном штате США, где разрешены полноценные ставки на спорт. Компания приобрела три сети букмекерских контор: Lucky’s, Leroy’s, а также Club Cal Neva в качестве вспомогательной компании. Общая стоимость сделки составила $53. Благодаря этой сделке под контролем компании оказалось 55 % спортивных букмекерских предприятий штата, но только 11 % доходов. Все три сети будут функционировать под именем William Hill.
Три австралийских бренда, Sportingbet, Centrebet и Tom Waterhouse, были приобретены компанией в 2013 году, а затем переименованы в William Hill Австралия в 2015 году. Как Sportingbet, так и Centrebet, были приобретены в марте 2013 года за 660 млн долларов США и 132 млн долларов США, соответственно, в то время как tomwaterhouse.com вошла в состав компаний в течение августа 2013 года, за начальные 34 млн долларов США. Том Уотерхаус был назначен главным исполнительным директором William Hill Австралии в июле 2014 года. Около 240 человек являются сотрудниками William Hill Австралии, с офисами в Сиднее и Дарвине.
William Hill выходит из Сингапура 1 февраля 2015 года с целью соблюдения Закона об удалённой игре, и с предстоящим предупреждением том, что игра в азартные игры в Сингапуре на William Hill запрещена.
Рынок стран СНГ для компании William Hill является одним из приоритетных направлений развития в настоящее время. Для клиентов из этих стран здесь нет никаких дискриминационных мер. Наоборот, компания предлагает эксклюзивные бонусы для игроков из СНГ.
С апреля 2016 года сайт Wiliam Hill блокируется Роскомнадзором на территории Российской Федерации. Тем не менее, компания по-прежнему принимает игроков из стран бывшего СНГ, включая Россию.
В октябре 2019 William Hill анонсировала сотрудничество с NBA, став официальным беттинг-партнером баскетбольной лиги на территории США, несмотря на запрет властей о ведении деятельности букмекерской конторы в 10 штатах. 
С 24 февраля 2022 года в знак солидарности с Украиной, William Hill прекращает работу с Россией и Беларусью. Сообщается, что игроки William Hill из России и Беларуси не могут войти в свои аккаунты. На данный момент служба поддержки компании также не работает.

## Блокировка счетов
С 2010 года William Hill ведет кампанию по блокировке счетов пользователей, желающих вывести денежные средства со своих аккаунтов. Одним из доводов компании в пользу блокировки счета является вопрос безопасности. Компания William Hill, под предлогом повторной идентификации для вывода средств, просит пользователя предоставить: фотографию главной страницы паспорта рядом с лицом пользователя, копию выписки из банка, фотографию банковской карты с которой был совершен платеж (если таковой платеж имелся), копию договора с оператором сотовой связи, копию счетов за коммунальные услуги за последние шесть месяцев с обязательным совпадением адреса прописки пользователя. После предоставления всех подобных сведений, компания отказывается разблокировать счет ссылаясь на невозможность удостовериться в предоставленных данных, таким образом на счетах пользователей остаются денежные средства, которые сгорают спустя 13 месяцев «не активности» профиля пользователя (политика стимуляции пользователей William Hill подразумевает списывание денежных средств со счетов пользователей в пользу компании в случае если пользователь не делал ни одной ставки в течение 13 месяцев подряд).
Более 57 % пользователей по всему миру объявили William Hill в нечестной игре и отвратительному отношению к игрокам.
В октябре 2016 года объединение paymentsJusticeforpunters призвало комиссию по азартным играм Великобритании провести тщательное расследование действий оператора на предмет возможных нарушений. Группа любителей ставок обвинила британского букмекера William Hill в намеренном отказе от выплаты выигрышей.
С февраля 2015 по август 2016 года компания William Hill незаконно удерживала денежные средства клиента из России на теннисную игру Lapentti-Wang(состоялась 17 февраля 2015 года), объясняя это "расследованием".

## Спонсорство
В 2007 году William Hill пригрозили прекратить спонсирование различных скачек вследствие споров с TurfTV по поводу ипподромов. Будучи самым строгим критиком TurfTv, William Hill все же пришлось пойти на унизительную уступку и подписать соглашение с каналом в январе 2008.
В августе 2009 года William Hill стали спонсором футбольной команды Málaga CF, играющей в испанской La Liga.
В июне 2019 года букмекер стал спонсором сразу 7 испанских футбольных клубов:
- «Сарагоса»
- «Альмерия»
- «Лас-Пальмас»
- «Эстремадура»
- «Алькоркона»
- «Эльче»
- «Альбасете»

В июне 2021 года компания стала генеральным спонсором фестиваля конных скачек Northumberland Plate, который проходил в Ньюкасле.
Компания спонсирует ежегодную премию Спортивная Книга Года William Hill. Эта премия «посвящена вознаграждению выдающихся успехов в литературных трудах о спорте».

## Реклама
В мае 2008 года Комитет рекламных стандартов (ASA) запретил телевизионную рекламу William Hill, которая, по их мнению, «поощряет склонность к азартным играм, являющуюся недопустимой в обществе».
В октябре 2009 года ASA запретили постер и рекламу в национальной прессе со слоганом «£100 или бесплатные ставки». Комитет посчитал эту рекламу «вводящей в заблуждение», а также нарушающей пункт кодекса Комитета рекламных стандартов, связанный с «правдивостью» в рекламе.
В марте 2010 года ASA также запретили рекламу, в которой говорилось: «В William Hill лучшие цены и это факт». Данная формулировка нарушила несколько пунктов кодекса Комитета рекламных стандартов, включая те, что относятся к «обоснованности», «правдивости» и «честности».
В сентябре 2011 года William Hill выпустили телевизионную рекламу, в которой звучал сингл 2005 года под названием «A Bit Patchy».
В декабре 2012 года ещё две рекламы были запрещены ASA, в них сообщалось: «Лучшие цены на Лучших Лошадей» и «Лучшие Цены на Лучшие команды». Комитет постановил, что данные рекламы относятся к «вводящим в заблуждение», «необоснованным» и содержащим «сравнения». Также была запрещена реклама, которая гарантировала «Самую большую вероятность выигрыша», её посчитали «вводящей в заблуждение».